# Eurema blanda
Genre
Eurema blanda est un petit papillon d'Inde et de la famille des Pieridae.

## Galerie

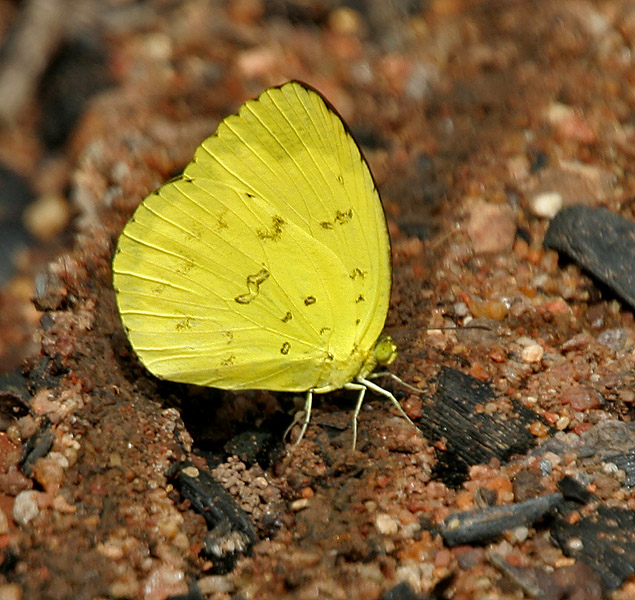
Dans la forest de Talakona (en) forest, dans le district de Chittoor à Andhra Pradesh en Inde.
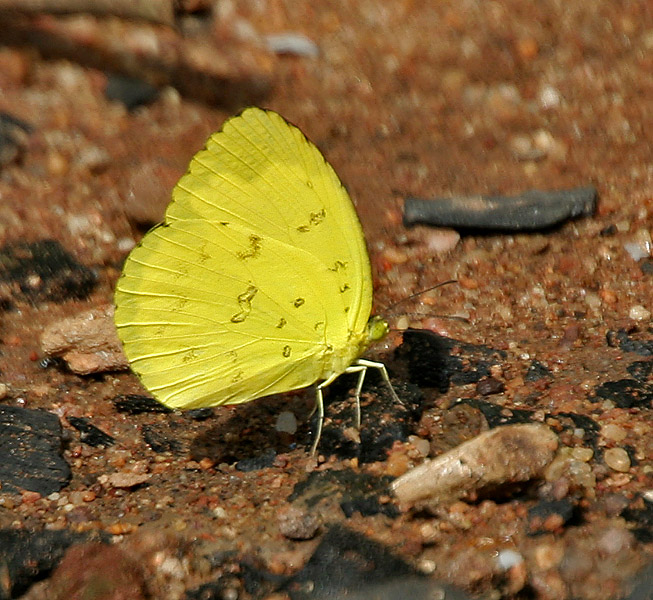
Dans la forest de Talakona (en) forest, dans le district de Chittoor à Andhra Pradesh en Inde.
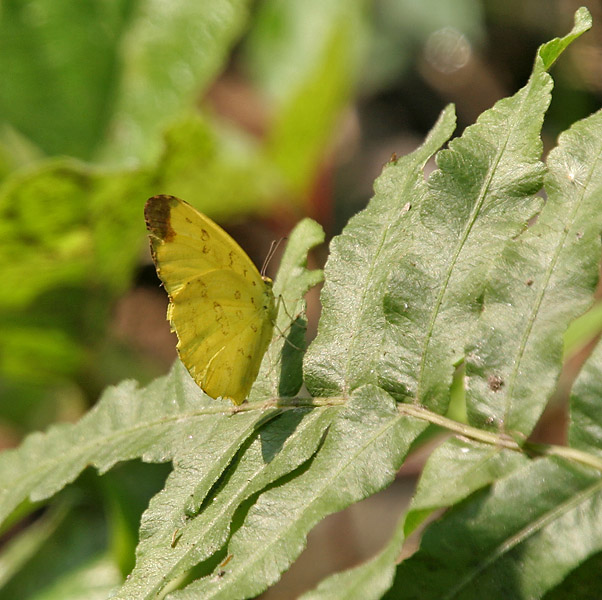
À Narendrapur (en) près de Calcutta dans le Bengale-Occidental en Inde.
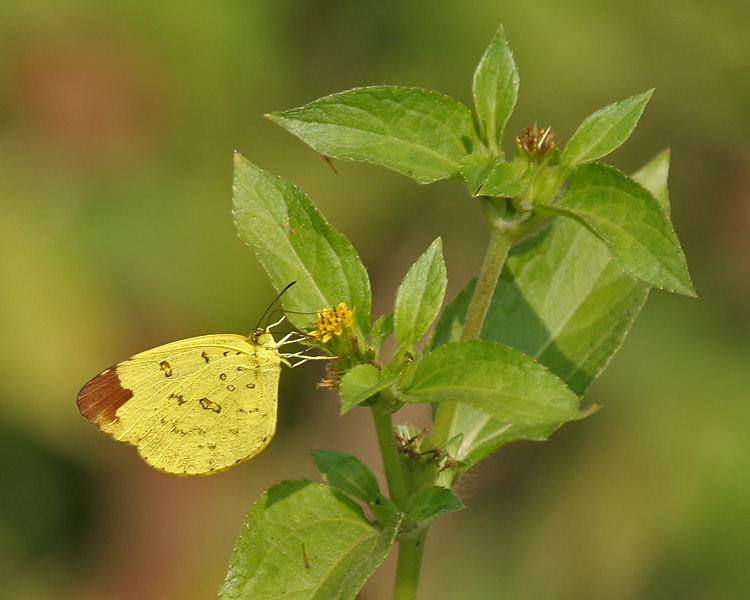
Sur une Synedrella nodiflora à Calcutta dans le Bengale-Occidental en Inde.
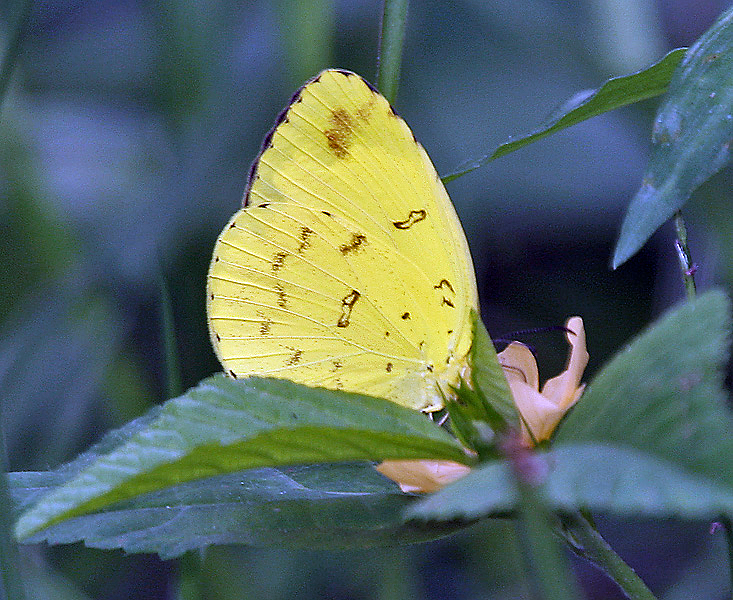
À Calcutta dans le Bengale-Occidental en Inde.
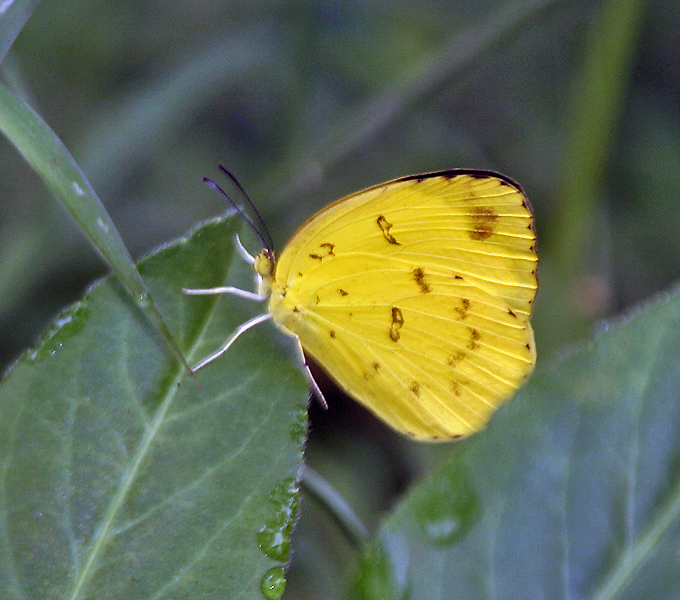
À Calcutta dans le Bengale-Occidental en Inde.
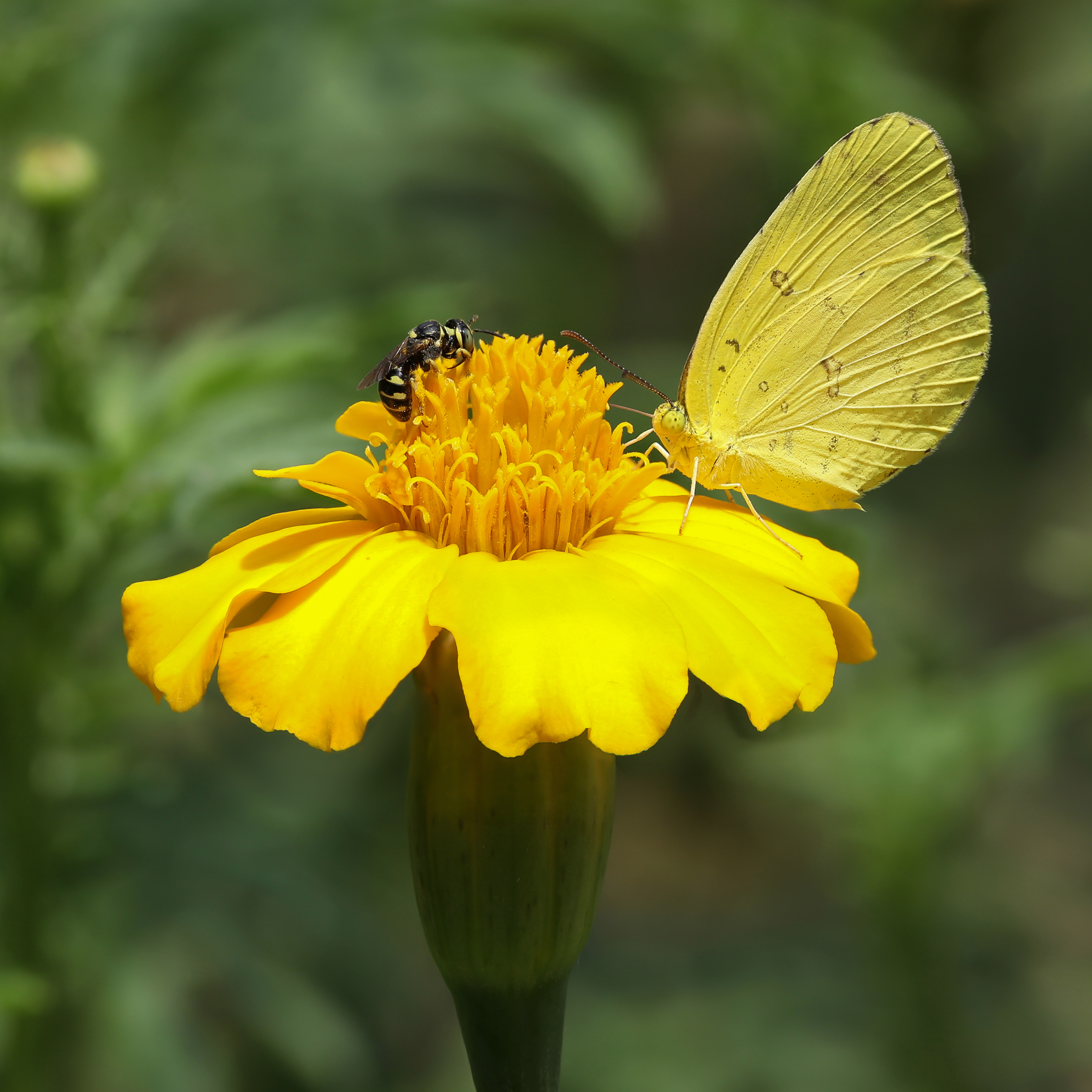
Eurema blanda et Vespidae sur une tagète lucida, au Laos.
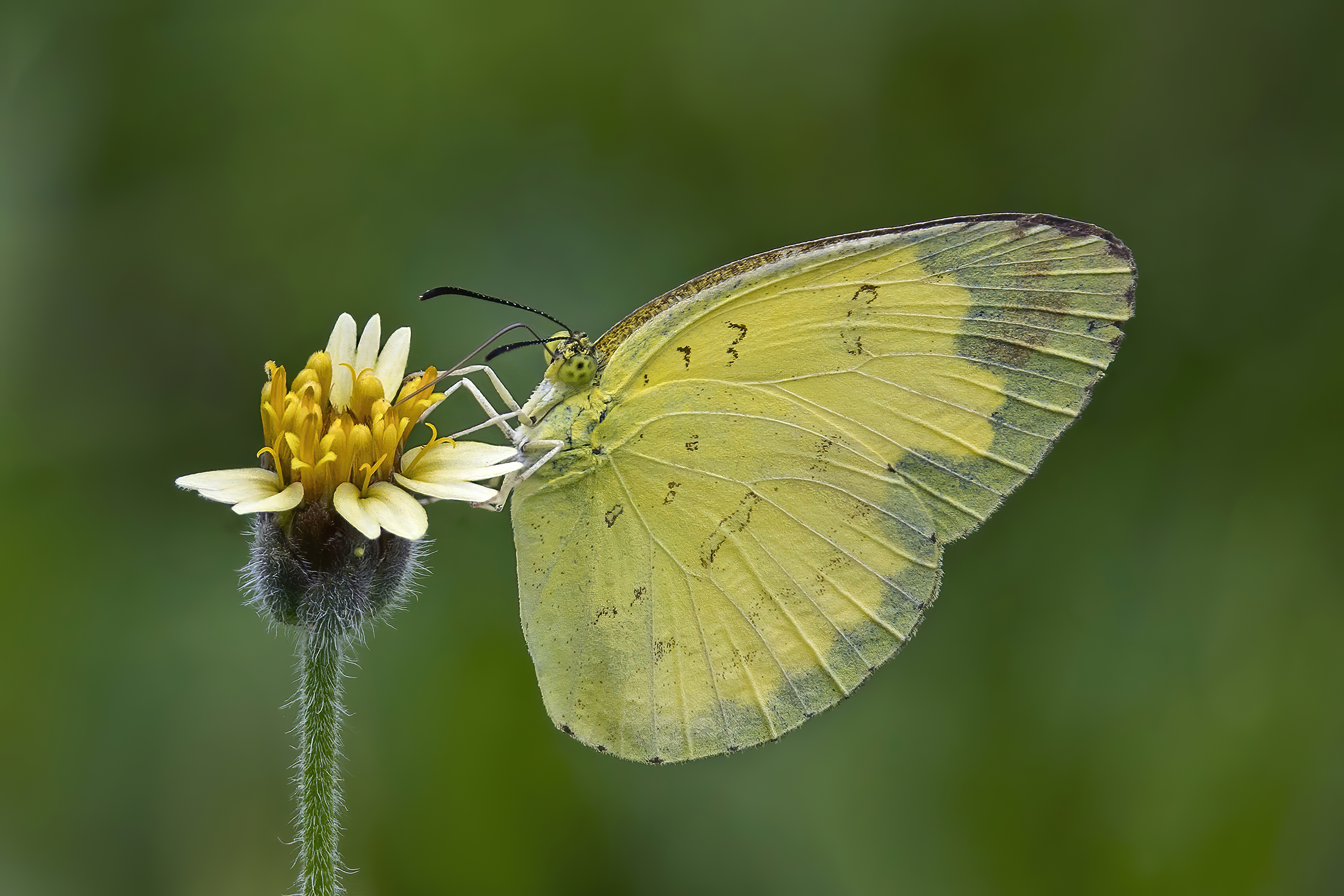
Eurema blanda blanda dans la Province de Phuket en Thaïlande. Mai 2022.